# Puig de Barrès
El Puig de Barrès és una muntanya de 700 metres que es troba al municipi de l'Esquirol, a la comarca catalana d'Osona.